# Альтернативне майбутнє
Альтернативне майбутнє — концепція гіпотетичного майбутнього, яке могло відбутися, але так і не настало. 

## Характеристика
У науковій фантастиці за участю подорожей у часі альтернативне майбутнє або можливе майбутнє — це майбутнє, яке ніколи не відбудеться, тому що хтось, зазвичай подорожуючи в минуле, змінив його так, що події альтернативного майбутнього не можуть збігтися.
Альтернативне майбутнє відрізняється від альтернативної історії тим, що остання спекулює на тому, що могло б статися в минулому, якщо б деякі події в минулому мали місце, в той час як альтернативне майбутнє зазвичай розмірковує про те, що може відбутися в майбутньому. 
Багато сюжетів творів наукової фантастики розвиваються в майбутньому, факт цього ставиться таким чином, ніби це єдине майбутнє в контексті історії, що може існувати, проте насправді гіпотетично може бути безліч варіантів можливого майбутнього, деякі з яких збуваються, деякі ні. 

## Приклади

### Фільми
- Назад у майбутнє 2
- Це чудове життя
- Ефект метелика
- І грянув грім
- Частота

### Телебачення
- Самурай Джек
- Денні фантом
- Dragon Ball Z
- Герої